# Thottea siliquosa
Thottea siliquosa är en piprankeväxtart som först beskrevs av Jean-Baptiste de Lamarck, och fick sitt nu gällande namn av Ding Hou. Thottea siliquosa ingår i släktet Thottea och familjen piprankeväxter. Inga underarter finns listade i Catalogue of Life.